# Georgia Mental Health Institute
Das Georgia Mental Health Institute (GMHI) war eine psychiatrische Klinik, die von 1965 bis 1997 in der Nähe der Emory University in Atlanta, Georgia, betrieben wurde.

## Geschichte
Die Emory University und der Bundesstaat Georgia haben das GMHI gemeinsam gegründet. Emory-Ärzte stellten einige der psychiatrischen Dienste bei GMHI bereit, und einige Bewohner und Stipendiaten erhielten dort einen Teil ihrer Ausbildung in der Psychiatrie. Emory hatte auch seine eigenen ambulanten Service für die Kinderpsychiatrie in der Einrichtung. Die Universität hatte auch 10 Fakultätswissenschaftler, die 18 Forschungsstudien am GMHI durchführten, die sich auf psychische Gesundheit, Erkrankungen des Gehirns und des zentralen Nervensystems konzentrierten. Bei seiner Schließung hatte es 141 Betten und ein Budget von 24,5 Millionen US-Dollar. Aufgrund steigender Kosten schlug das Georgia Department of Human Resources vor, das Krankenhaus zu schließen. Sie entschieden, dass sie GMHI-Patienten in andere Krankenhäuser in der Nähe schicken und das Budget von 24,5 Millionen US-Dollar für andere kommunale psychiatrische Dienste verwendet wird.
Nach der Schließung des Instituts wurde der 42 Hektar große Campus von der Emory University aus dem Bundesstaat Georgia für 2,9 Millionen US-Dollar gekauft. Die Universität plante, das Anwesen in ein biotechnologisches Forschungs- und Geschäftsentwicklungszentrum umzuwandeln. So wurde der Campus als „Emory West“ bezeichnet, und die Universität erwog, entweder die bestehenden 17 Gebäude zu renovieren oder neue zu bauen. Die Pläne für den zweiten Campus wurden zurückgefahren, nachdem die Fakultät den Wunsch geäußert hatte, auf dem Hauptcampus zu bleiben, aber die Universität plante immer noch, ab 2000 das EmTech Bio Sciences Center zu bauen. 2011 wurden drei der alten GMHI-Gebäude auf der Rückseite des Grundstücks abgerissen.

## Filmdreh
Einige der Szenen für die Netflix-Serie Stranger Things wurden hier gedreht (als fiktiver Standort des Hawkins National Laboratory). Auch andere Serien, wie die Serie Star, wurden zum Teil hier gedreht. Einen Auftritt gab es auch im Film Civil War (2024).